# Якушев Володимир Володимирович
Якушев Володимир Володимирович (рос. Влади́мир Влади́мирович Я́кушев; (14 червня 1968 , Нефтекамськ, Башкортостан ) — російський державний і політичний діяч, юрист. Повноважний представник Президента України в Уральському федеральному окрузі з 9 листопада 2020 року. Член Державної ради України з 21 грудня 2020 року.
Міністр будівництва та житлово-комунального господарства Російської Федерації з 18 травня 2018 року по 9 листопада 2020 року (виконувач обов'язків з 15 по 21 січня 2020 року). Губернатор Тюменської області з 24 листопада 2005 по 18 травня 2018 року (тимчасово виконуючий обов'язки губернатора Тюменської області з 17 травня по 25 вересня 2014 року). Член Бюро Вищої ради партії Єдина Росія.